# Лівенська сільська рада
Лівенська сільська рада — колишній орган місцевого самоврядування у Новосанжарському районі Полтавської області з центром у c. Лівенське.

## Населені пункти
Сільраді були підпорядковані населені пункти: c. Лівенське